# مدارس مدينة تونس

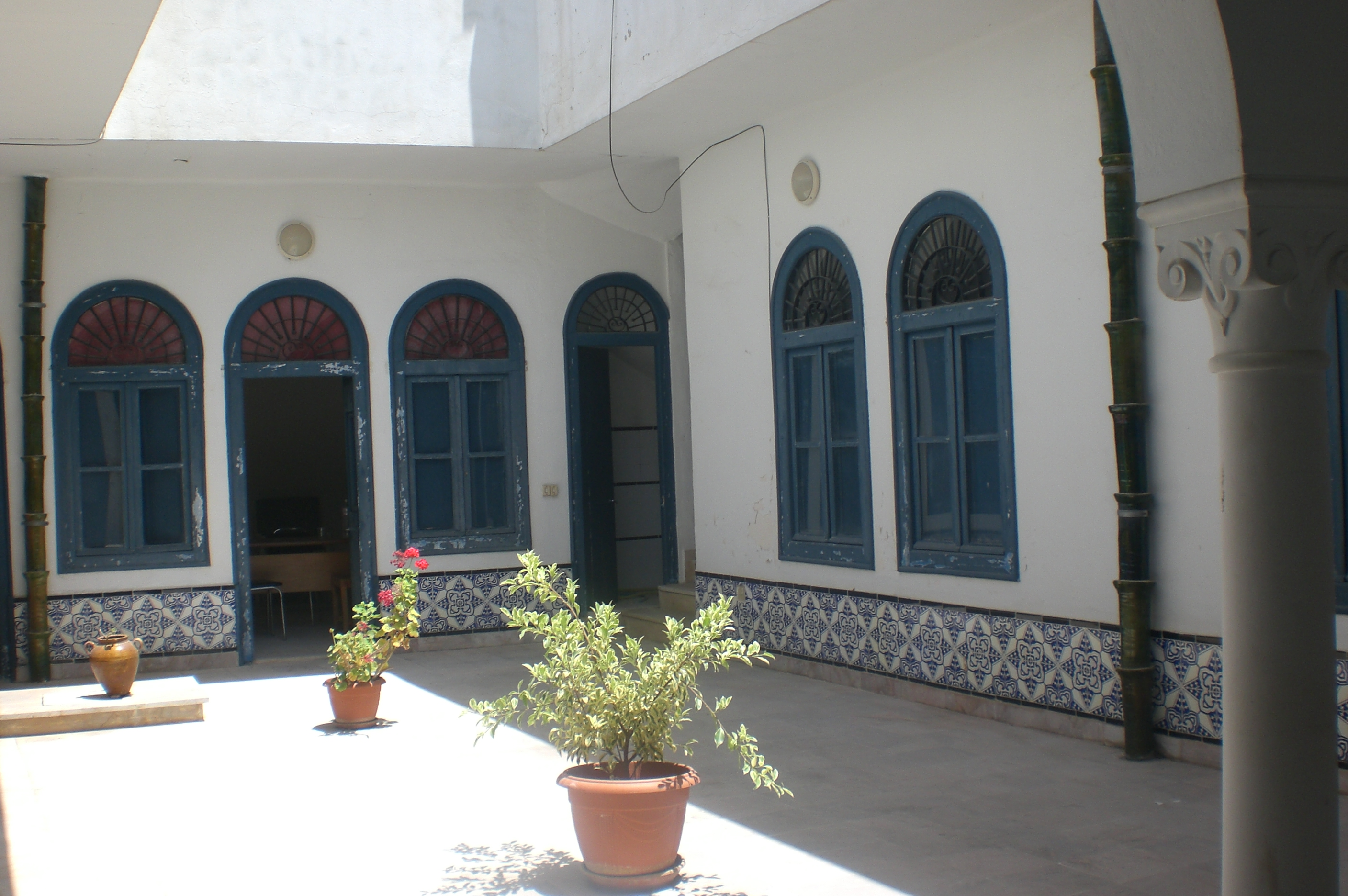
المدرسة العصفورية من الداخل.

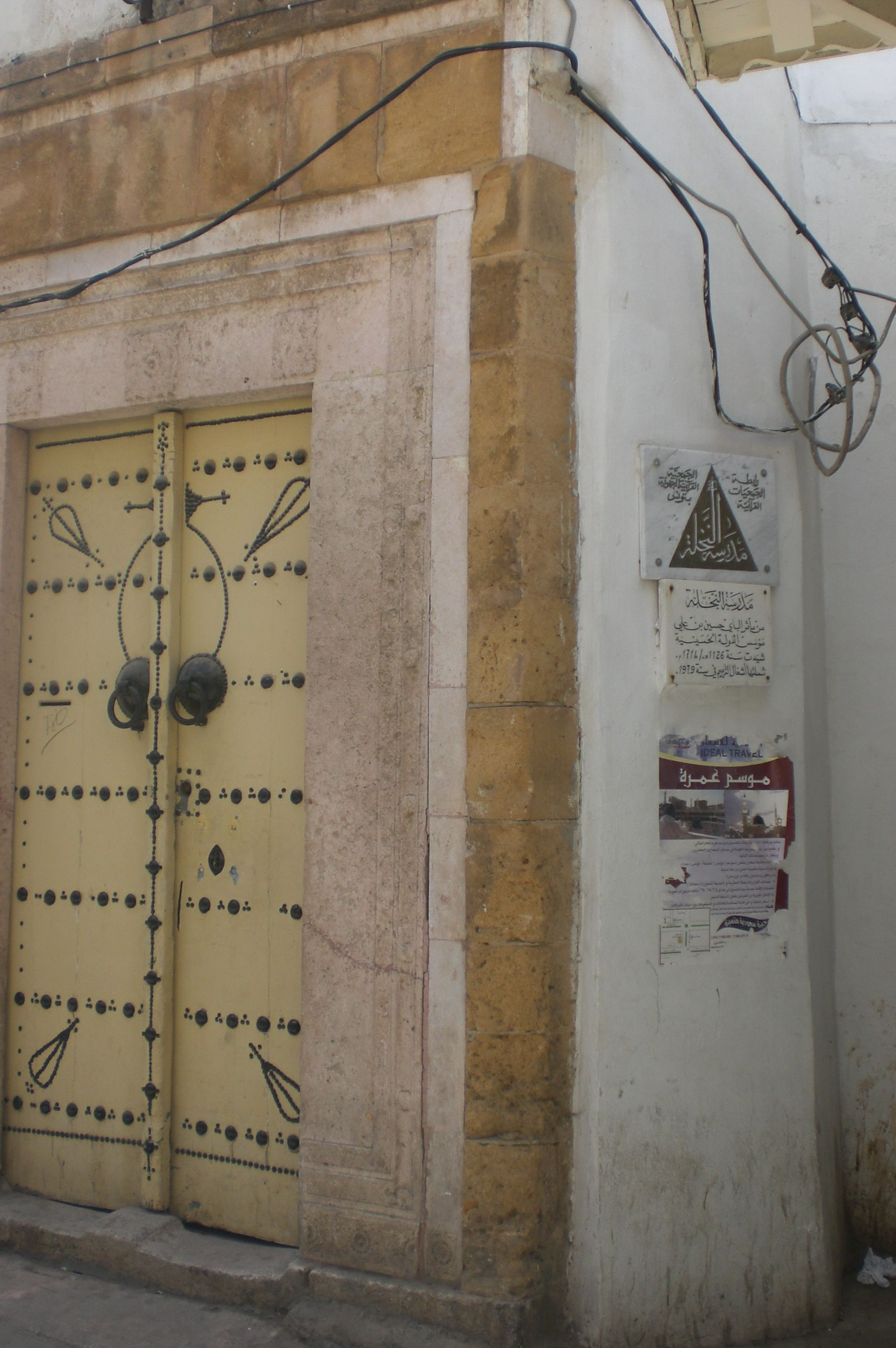
مدخل مدرسة النخلة.

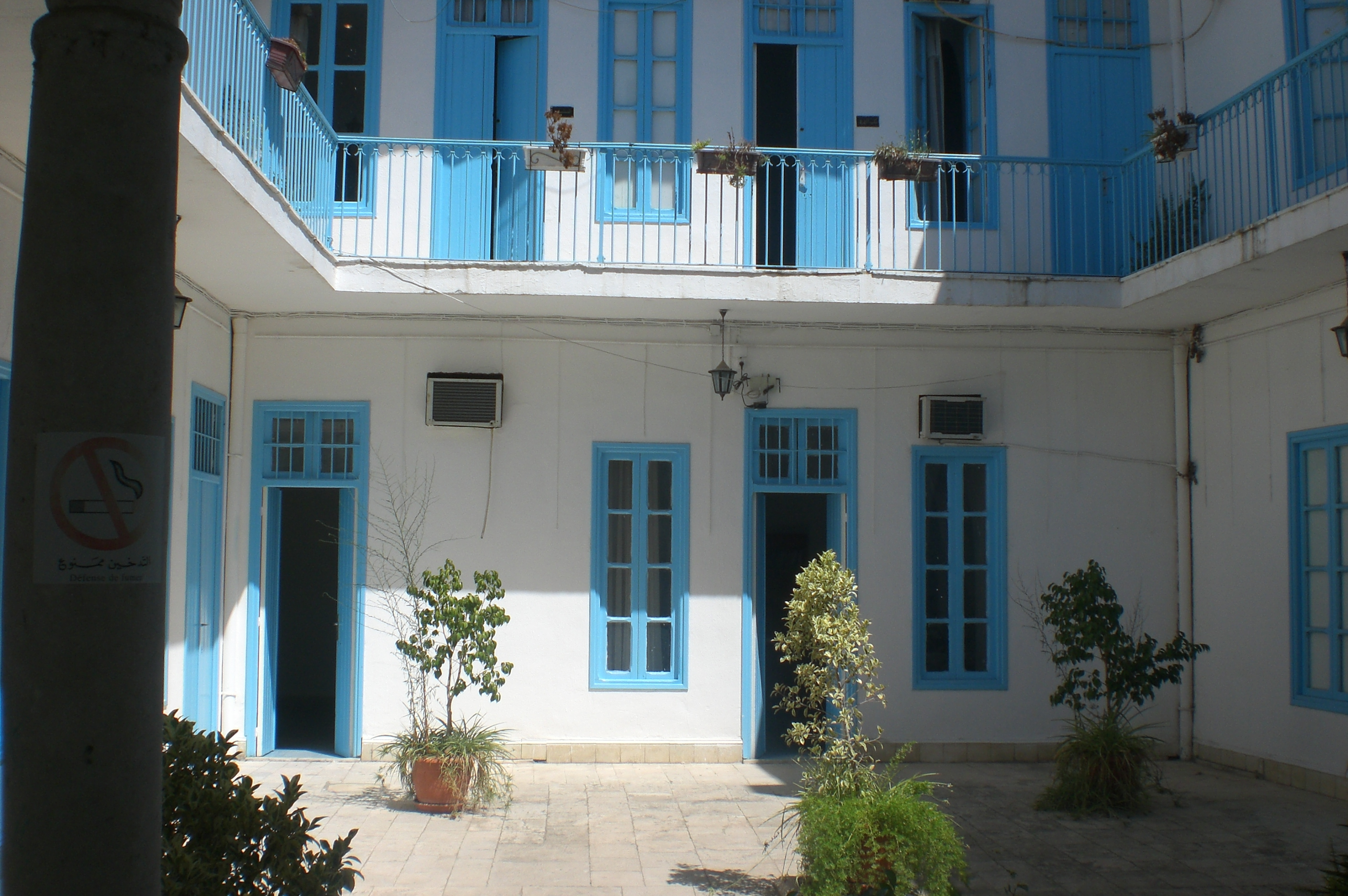
بهو المدرسة الصالحية.

ظهرت في مدينة تونس منذ العهد الحفصي مدارس على غرار ما ظهر بالمشرق العربي. وقد تم تأسيسها لخدمة الدعوة الموحدية ولتخريج الموظفين الأكفاء. واستمر إنشاء المدارس بعد ضم تونس إلى الدولة العثمانية، غير أن رسالة هذه المدارس تغيرت مع الزمن لتقتصر في القرن العشرين على إيواء الطلبة الذين يدرسون بجامع الزيتونة، وأصبحت تسمى مدارس سكنى الطلبة.

## التاريخ
اهتم السلاطين الحفصيون بإنشاء المدارس، كما شاركت الأميرات الحفصيات في ذلك المجهود بالإضافة إلى مبادرات رجال العلم وأهل الصلاح في هذا المجال، فظهرت عدة مدارس لتكون رباطا لأهل العلم. 

عند قدوم الأتراك العثمانيين أرادوا نشر مذهبهم الحنفي، فقاموا بتأسيس المدارس، وكان ذلك منذ القرن السابع عشر للميلاد، حيث تأسست عدة مدارس،

## قائمة المدارس
- المدرسة الأندلسية
- المدرسة الباشية
- المدرسة البشيرية
- المدرسة التوفيقية
- المدرسة الجاسوسية
- المدرسة الحبيبية
- المدرسة الحبيبية الصغرى
- المدرسة الحبيبية الكبرى
- المدرسة الحسينية الصغرى
- المدرسة الحسينية الكبرى
- المدرسة الحمزية
- المدرسة الخلدونية
- المدرسة الدغرية
- المدرسة السليمانية
- المدرسة الشماعية
- المدرسة الصالحية
- المدرسة الطابعية
- المدرسة العاشورية
- المدرسة العصفورية
- المدرسة العنقية
- المدرسة القاسمية
- المدرسة المتيشية
- المدرسة المرادية
- المدرسة المرجانية
- المدرسة المغربية
- المدرسة المنتصرية
- المدرسة اليوسفية
- مدرسة ابن تفرجين
- مدرسة الجامع الجديد
- مدرسة الزاوية البكرية
- مدرسة القائد مراد
- مدرسة النخلة
- مدرسة بئر الأحجار
- مدرسة زاوية سيدي الباهي
- مدرسة سيدي علي شيحة
- مدرسة سيدي يحيى
- مدرسة الشيخ بلخير